# Tarhalsen
Tarhalsen is een kaap die zich uitsteekt in de Noorse Zee op het eiland Sørøya in de gemeente Hammerfest, Finnmark. Over de kaap loopt een pad naar de vuurtoren, voorzien van trappen en relingen.